# شاهزاده جرج ولز
شاهزاده جرج ولز ((به انگلیسی: Prince George of Wales)؛ جرج الکساندر لویی (به انگلیسی: George Alexander Louis)؛ زادهٔ ۲۲ ژوئیه ۲۰۱۳) اولین فرزند ویلیام، شاهزاده ولز و کاترین، شاهدخت ولز است.
او در لیست سلطنت بریتانیا، بعد از پدرش ویلیام، نفر دوم است.

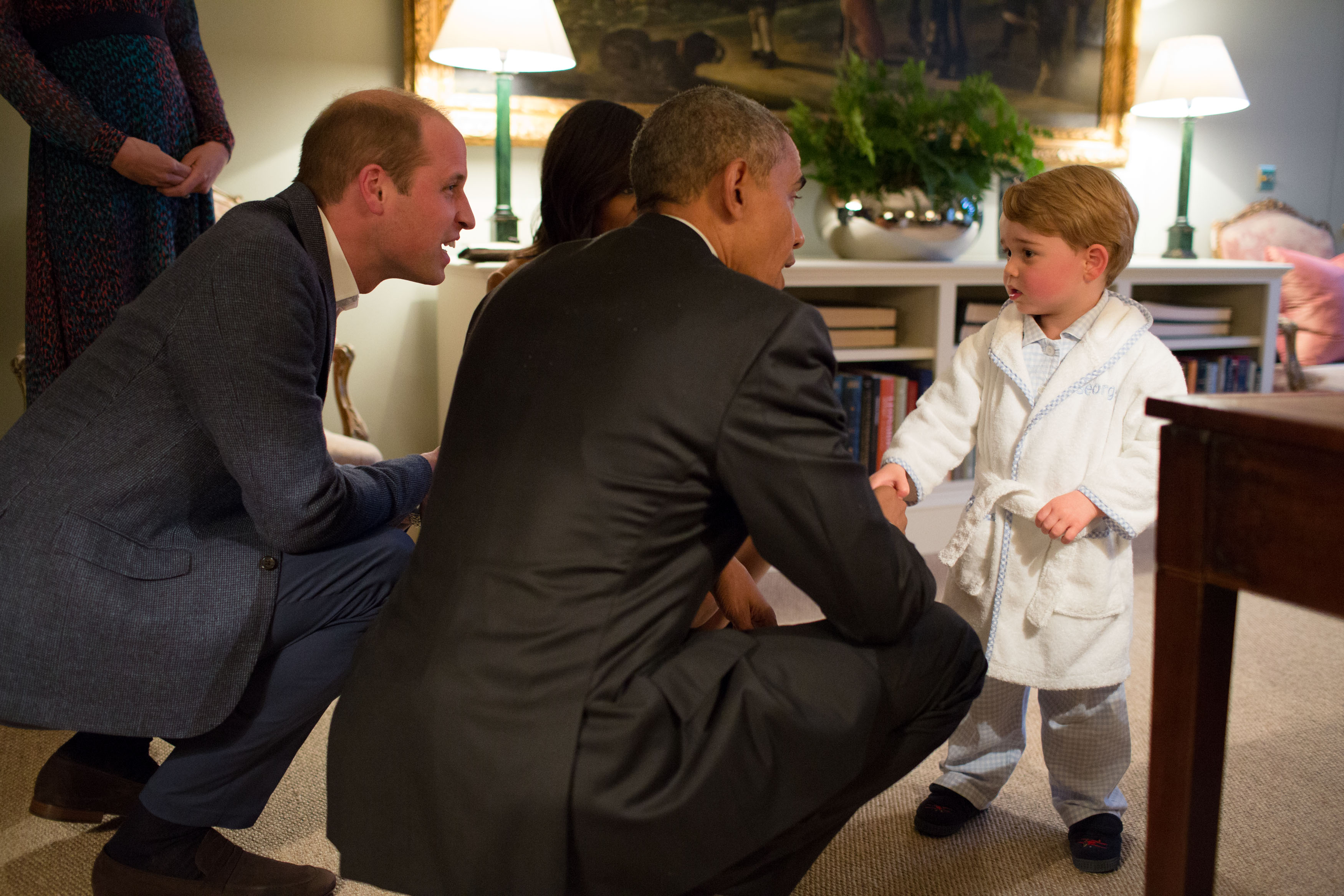

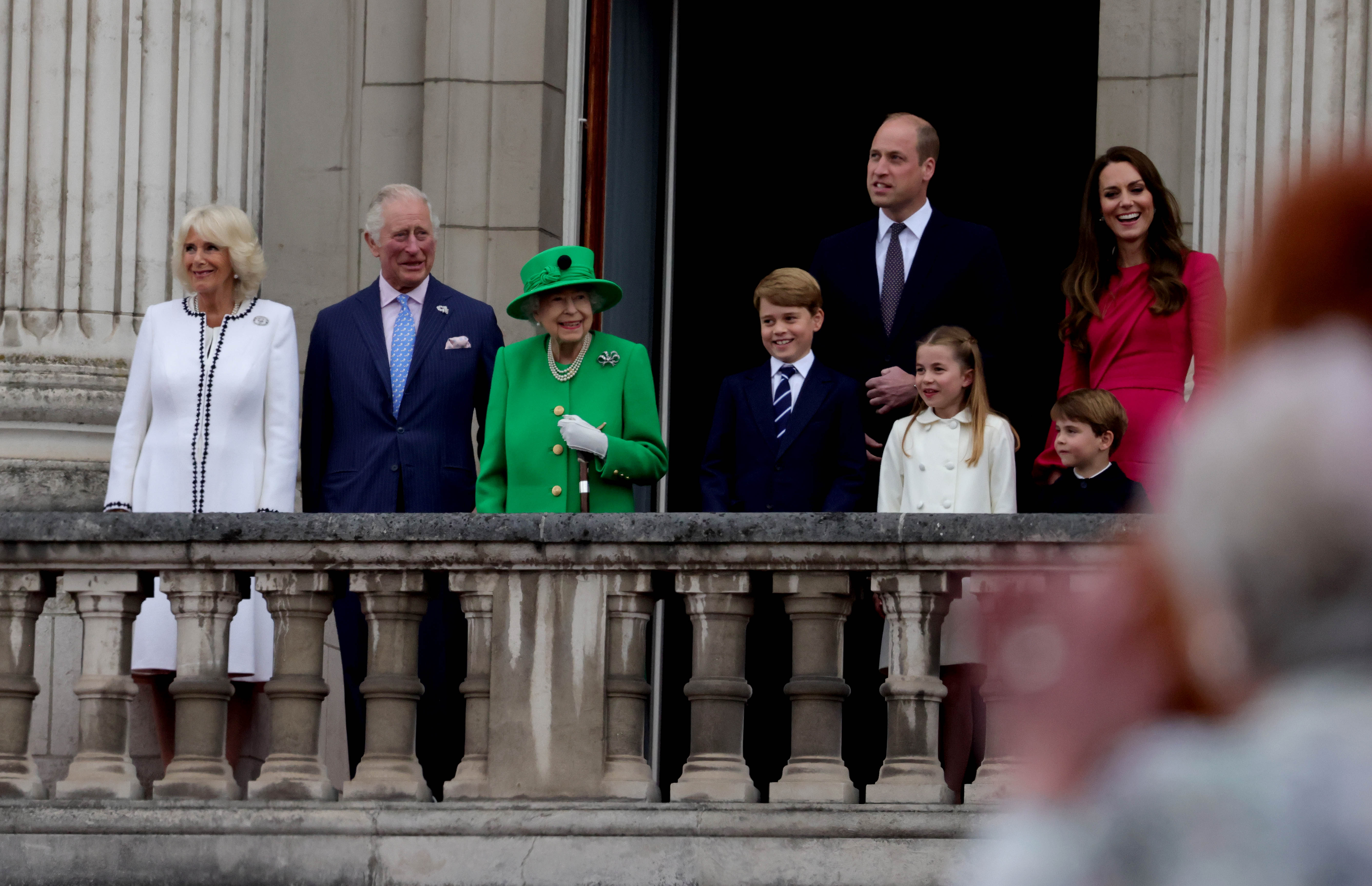

جرج اولین نوهٔ چارلز سوم  و دایانا، شاهدخت ولز و همچنین سومین نتیجهٔ الیزابت دوم و شاهزاده فیلیپ، دوک ادینبرا است.
واشینگتن پست این کودک را «معروفترین بچه جهان» توصیف کرد.

## نوزادی
شاهزاده جورج در ساعت 16:24 به وقت گرینویچ در 22 ژوئیه 2013 در بیمارستان سنت مری لندن در زمان سلطنت مادربزرگ پدرش ملکه الیزابت دوم به دنیا آمد.

جورج در زمان تولدش سومین نفر در خط جانشینی تاج و تخت بریتانیا بود.

## عنوان‌ها و القاب
- ژوئیه ۲۰۱۳-۲۰۲۲: والاحضرت همایونی شاهزاده جورج کمبریج
- سپتامبر ۲۰۲۲: والاحضرت همایونی شاهزاده جرج ولز